# レフィー・フロント (ロシア)
レフィー・フロント（ロシア語: Левый фронт）とは、ロシア国内の左翼思想を持つ人間（主に若年者）によって組織されている政治組織である。2008年10月8日創設。機関紙は「アルティマタム」。

## 概要

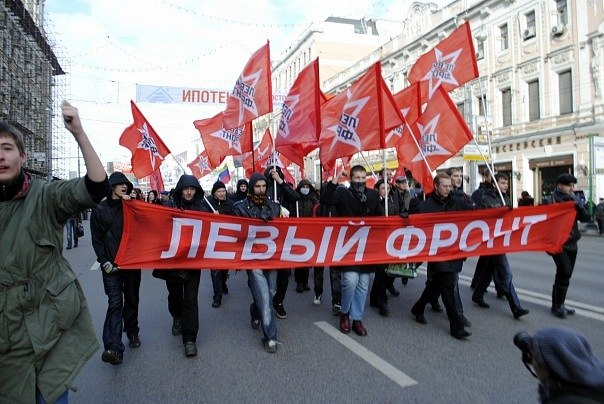
メンバーによるデモ行進

反資本主義、社会主義、国際主義を旗印に掲げている組織である が、内実は極めて雑多で幅広い思想を持つ集団であるとされる。アナキスト、マルクス・レーニン主義者、スターリン主義者、トロツキスト、マオイスト、ルクセンブルク主義者など、多種多様な人々によって構成されている。

## 直接行動
この組織の最大の特徴は、街頭でのデモ行進などといった直接行動を重視していることである。しばしばこれが原因で警察にメンバーが逮捕されたり、警官隊と衝突するなどしている。